# Golina (gmina)
Golina – gmina miejsko-wiejska w Polsce położona w województwie wielkopolskim, w powiecie konińskim. W latach 1975–1998 gmina administracyjnie należała do województwa konińskiego.
Siedziba gminy to Golina.
Według danych z 30 czerwca 2004 gminę zamieszkiwało 11 299 osób. Natomiast według danych z 31 grudnia 2017 roku gminę zamieszkiwały 12 033 osoby.
Według danych z 31 grudnia 2019 roku gminę zamieszkiwało 12 079 osób.
W czasach Królestwa Polskiego gmina Golina należała do powiatu konińskiego w guberni kaliskiej. 31 maja 1870 do gminy przyłączono pozbawioną praw miejskich Golinę. Po przejściu pod zwierzchnictwo polskie, Golina była jednostką o nieuregulowanym statusie – gmina posiadała samorząd miejski nadany przez okupanta, lecz nie została zaliczona do miast w 1919 (była określana jako „miejscowość”). Formalnie gminą miejską Golina stała się 31 lipca 1921 roku.

## Struktura powierzchni
Według danych z roku 2002 gmina Golina ma obszar 99,05 km², w tym:
- użytki rolne: 83%
- użytki leśne: 7%

Gmina stanowi 6,27% powierzchni powiatu.

## Demografia
Dane z 31 grudnia 2017 roku:

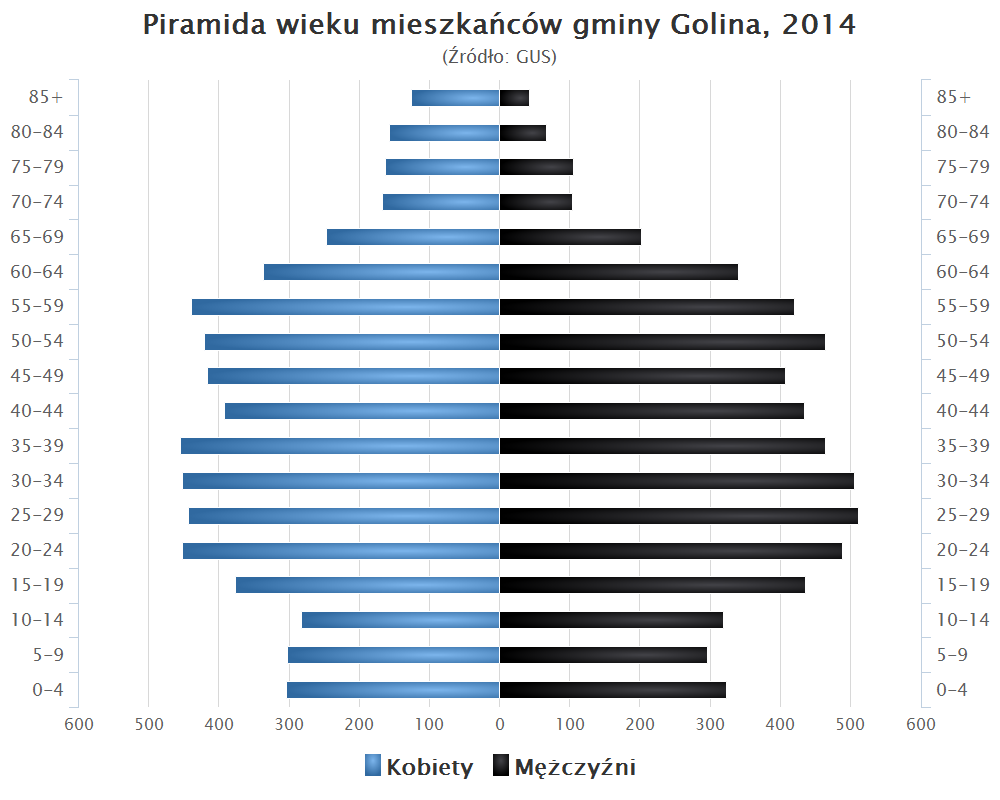
Piramida wieku mieszkańców gminy Golina w 2014 roku

| Opis                              | Ogółem | Ogółem | Kobiety | Kobiety | Mężczyźni | Mężczyźni |
| --------------------------------- | ------ | ------ | ------- | ------- | --------- | --------- |
| jednostka                         | osób   | %      | osób    | %       | osób      | %         |
| populacja                         | 12 033 | 100    | 6 016   | 50,0    | 6 017     | 50,0      |
| gęstość zaludnienia (mieszk./km²) | 121    | 121    | 60      | 60      | 61        | 61        |

## Oświata
- Szkoła Podstawowa im. Juliusza Słowackiego w Golinie;
- Szkoła Podstawowa im. Stanisława Wyspiańskiego w Węglewie;
- Szkoła Podstawowa w Przyjmie;
- Szkoła Podstawowa w Radolinie[11]

## Ochotnicze Straże Pożarne
- OSP Golina;
- OSP Węglew;
- OSP Myślibórz;
- OSP Kraśnica;
- OSP Spławie;
- OSP Kawnice;
- OSP Rosocha;
- OSP Adamów;
- OSP Radolina[12][13]

## Koła Gospodyń Wiejskich
- Koło Gospodyń Wiejskich w Węglewie;
- Koło Gospodyń Wiejskich wsi Kraśnica;
- Koło Gospodyń Wiejskich Lubiecz;
- Koło Gospodyń Wiejskich "Przyjmianki" w Przyjmie;
- Koło Gospodyń Wiejskich w Bobrowie "Ostoja Bobra";
- Koło Gospodyń Wiejskich "Spławianki" w Spławiu;
- Stowarzyszenie Koło Gospodyń Wiejskich w Adamowie[14]

## Sołectwa
Adamów, Barbarka, Bobrowo, Brzeźniak, Chrusty, Głodowo, Golina-Kolonia, Kawnice, Kraśnica, Kolno, Lubiecz, Myślibórz, Przyjma, Radolina, Rosocha, Spławie, Sługocinek, Węglew.

## Miejscowości niesołeckie
Bobrowo-Kolonia, Maksymów, Myśliborskie Holendry, Piotrowo, Rosocha-Kolonia, Węglewskie Holendry, Zalesie-Polesie.

## Sąsiednie gminy
Kazimierz Biskupi, Konin, Lądek, Rzgów, Słupca, Stare Miasto